# Eiríkur Magnússon
Eiríkur Magnússon, född 1 februari 1833 i Berufjörður, död 24 januari 1913 i London, var en isländsk språkforskare. 
Eiríkur Magnússon blev 1859 kandidat vid den isländska prästskolan, reste 1862 till Storbritannien samt blev där 1871 underbibliotekarie vid universitetsbiblioteket i Cambridge och 1893 docent. Han utgav flera fornskrifter, av vilka kan nämnas "Lilja" (1870), "Thomas' saga erkibiskups" (1875–1883), som handlar om Thomas Becket, och "Saga Library" (fem band, 1890–1895), en samling isländska sagor i engelsk översättning. Tillsammans med Edward Henry Palmer översatte han Johan Ludvig Runebergs lyriska dikter ("Johan Ludvig Runebergs Lyrical Songs, Idylls and Epigrams", 1878). År 1893 vann han guldmedalj i Paris för en plan till biblioteksbyggnad med obegränsad utvidgningsmöjlighet.